# Sven Colliander
Sven August Wilhelm Colliander, född 23 maj 1890 i Halmstad, död 16 september 1961 i Täby, var en svensk officer i armén och dressyrryttare. Han blev olympisk bronsmedaljör i Berlin 1936.

## Militärkarriär
Colliander blev officer i armén 1910. Han befordrades till kapten 1925 i Generalstaben. Han befordrades 1933 till major, till överstelöjtnant 1937, till överste 1940, till generalmajor 1946 och till generallöjtnant 1955.
Colliander inledde sin militära karriär i armén vid Skånska husarregemente (K 5) som efter 1925 försvarsbeslut slogs samman med Skånska dragonregementet och Kronprinsens husarregemente till Skånska kavalleriregementet (K 2), där han tjänstgjorde fram till 1935. Åren 1935–1940 var han chef för Arméns rid- och körskola vid Strömsholm. Åren 1940–1943 var han regementschef för Norrlands dragonregemente (K 4). Åren 1943–1946 var han ställföreträdande militärområdesbefälhavare för I. militärområdet, 1946–1951 militärområdesbefälhavare (MB) för IV. militärområdet och 1951–1955 militärområdesbefälhavare för III. militärområdet. Colliander tog avsked från försvaret 1955 och blev med sitt avsked utnämnd till generallöjtnant.

## Idrottskarriär
Sven Colliander deltog i fälttävlan vid de Olympiska sommarspelen 1928 i Amsterdam, i den individuella tävlingen kom han på en trettonde plats och i lagtävlingen blev det svenska laget uteslutet. Han deltog i dressyr vid de Olympiska sommarspelen 1936 i Berlin, i den individuella tävlingen kom han på en elfte plats och i lagtävlingen vann det svenska laget brons.

## Familj
Sven Colliander var son till Ernst Colliander och far till Stig Colliander.